# GALS!
GALS! è un manga shōjo scritto e disegnato da Mihona Fujii, pubblicato in Giappone sulla rivista Ribon di Shūeisha dal dicembre 1998 al maggio 2002. L'opera è nota per essere uno spaccato di vita delle sub-culture urbane che popolano i quartieri di Tokyo, riportandone i modi, i costumi, le ritualità ed il linguaggio: GALS! si trova quindi costantemente a metà fra il fumetto comico (quale è) ed il saggio sociologico (quale risulta essere).
Un adattamento a serie televisiva anime, intitolato Super GALS! Ran Kotobuki (超ＧＡＬＳ！寿蘭?, Sūpā GALS! Kotobuki Ran) e prodotto dallo studio Pierrot, è stato trasmesso in Giappone su TV Tokyo dall'aprile 2001 al marzo 2002.
In Italia il manga è stato pubblicato da Dynamic Italia fra il febbraio 2003 e il settembre 2004, mentre la serie anime è stata mandata in onda su Rai Due, col titolo Super GALS! Tre ragazze alla moda, nel 2003 trasmettendo solamente 26 episodi.
Un sequel del manga è stato pubblicato da novembre 2019 sull'app Manga Mee di Shūeisha.

## Trama
Ran Kotobuki è una sedicenne autoproclamatasi "la più grande gal del mondo", del tutto determinata a vivere la propria intera esistenza seguendo i dettami etici ed estetici delle kogal, ed anche per tale ragione ha ottenuto la reputazione della più rispettata gal di Shibuya, dedicando la sua vita al divertimento. Tuttavia Ran proviene da una famiglia di poliziotti da generazioni, infatti anche i genitori ed il fratello maggiore Yamato sono in polizia, mentre sua sorella minore, già da bambina, sogna di intraprendere la tradizione di famiglia; Ran invece, come si può immaginare, ha altri obiettivi per il proprio futuro, benché abbia ereditato il senso della giustizia.
La serie ruota attorno alla vita quotidiana di Ran e delle sue due amiche Miyu Yamazaki e Aya Hoshino, affrontando anche temi piuttosto delicati come i rapporti familiari, i problemi della crescita, le questioni legate all'adolescenza e fenomeni sociali come l'enjo kōsai.

## Personaggi

### Personaggi principali
Ran Kotobuki (寿 蘭?, Kotobuki Ran)
Doppiata da: Megumi Toyoguchi (ed. giapponese), Ilaria Latini (ed. italiana)
È una liceale dell'istituto Honan (16 anni all'inizio della storia), le cui principali occupazioni sono ballare la Para Para ed essere sempre alla moda; per questo motivo è perennemente senza soldi, infatti appena riceve la paghetta la spende in vestiti, scarpe e accessori, dimenticando qualunque altra spesa come regali per anniversari e compleanni, per rimediare si trova spesso a dover fare lavori part-time. Pessima studentessa, rischia ogni anno di farsi bocciare, ma viene sempre salvata da un "miracle" (cioè uno studio ininterrotto di una settimana e subito dimenticato una volta passato l'esame), generalmente "attivato" sotto ricatto dei professori. Considera Shibuya il suo territorio e si autoproclama gal numero 1 del Giappone, anche per questo si trova frequentemente in situazioni molto difficili collegate alle problematiche adolescenziali, ma riesce a superarle grazie a un inguaribile ottimismo, senso di giustizia ed arti marziali, di cui è una gran conoscitrice grazie agli allenamenti impartitigli da piccola dal padre; quest'ultimo sogna di trasformarla in una poliziotta modello, destino riservato da generazioni a tutti i membri della famiglia Kotobuki, ma sembra che Ran preferisca la vita da gal. Il suo colore preferito è il rosso.
Miyu Yamazaki (山咲 美由?, Yamazaki Miyu)
Doppiata da: Haruna Ikezawa (ed. giapponese), Letizia Scifoni (ed. italiana)
Compagna di classe e migliore amica di Ran. Nonostante la sua indole dolce nasconde un passato piuttosto turbolento, era infatti il capo di una banda di teppisti e controllava il quartiere di Shibuya. Conosce Ran fin dai tempi delle medie e sono sempre state in conflitto. Miyu veniva infatti chiamata "ragazza difficile", termine odiato dalle gal. Alla fine, dopo un duro scontro con Ran, cambia vita grazie all'aiuto di Yamato, di cui poi si innamora e con cui si fidanza. Ha una madre che la trascura e con la quale è in aperto conflitto, per questo deve pagarsi da sola le tasse scolastiche e per via del suo carattere è spesso restia a chiedere aiuto. Il suo sogno è diventare la sposa perfetta per Yamato. Probabilmente è anche più forte di Ran nella lotta, visto che, come viene mostrato nell'anime, nel loro scontro per il controllo su Shibuya Ran era riuscita sì a batterla, ma solo prendendola per sfinimento, e questo dopo che Miyu si era già sfinita poco prima affrontando da sola una banda rivale. Il suo colore preferito è il giallo.
Aya Hoshino (星野 綾?, Hoshino Aya)
Doppiata da: Oma Ichimura (ed. giapponese), Francesca Manicone (ed. italiana)
È una studentessa modello, compagna di classe di Ran. Prima di conoscere lei e Miyu, era una ragazza molto sola. Per far piacere ai severissimi genitori, studia in modo quasi ossessivo, questo la porta a progettare di prostituirsi per divertirsi come le altre ragazze della sua età. Ran, una volta venuta a conoscenza delle sue intenzioni, le fa capire che non è quello il modo giusto di divertirsi e fa di tutto per proteggerla convincendola a non vendere il proprio corpo. Da quel momento Aya, Ran e Miyu diventano grandi amiche. Aya è segretamente innamorata di Rei, nonostante lui sembri spesso freddo nei suoi confronti, ma non riesce a dichiarare i propri sentimenti; grazie a Ran e a Miyu riuscirà in seguito a trovare fiducia in sé stessa per dichiararsi e non arrendersi di fronte agli ostacoli. Il suo colore preferito è il blu.
Rei Otohata (乙幡 麗?, Otohata Rei)
Doppiato da: Hiroshi Kamiya (ed. giapponese), Simone D'Andrea (ed. italiana)
È un liceale, eletto da una rivista di Gal come il più popolare fra i suoi coetanei, ma ciò sembra dargli più fastidio che piacere. È un ragazzo molto affascinante e misterioso, con un sacco di spasimanti ed ammiratrici, ma anche freddo e privo di tatto. Odia le gal, in particolare Ran, e da molta più importanza allo studio che all'apparenza. A volte può sembrare insensibile, ma in realtà è più dolce di quanto voglia far apparire. Fa spesso compagnia ad Aya e cerca di essere gentile con lei, sotto pressione di Ran.
Yuya Aso (麻生 裕也?, Asō Yūya)
Doppiato da: Kenichi Suzumura (ed. giapponese), Davide Perino (ed. italiana)
È il migliore amico di Rei ed il secondo classificato nel concorso dei liceali più popolari: per questo è chiamato da tutti "numero 2". S'innamora di Ran a prima vista e fa di tutto per farsi notare, senza molti risultati: Ran sembra fare orecchie da mercante ad ogni tentativo di dichiarazione ed approfitta di lui per farsi offrire cibo e farsi fare i compiti. Tuttavia riesce a far breccia nel cuore di Mami ed a diventare il suo ragazzo, o meglio, lei si autonomina la sua ragazza.
- Onegal - Gal più grande di età
- Sutogal - street Gal
- Spogal - Gal sportiva

Le Gals usano un lessico ricco di parole semi inventate o straniere:
- Gasagonfiarsi - montarsi la testa
- Supersopra - di un livello superiore
- Megantipatica - persona mal tollerata
- Scrutaminare - squadrare in modo minaccioso
- Infurrabbiare - infuriare, arrabbiare
- Schizzopartire - perdere davvero le staffe
- Fantasticoso - molto grazioso
- Supersonnellare - dormire profondamente
- Avere zero senso - non avere senso
- Pedinseguire - pedinare
- Nopro - no problem
- Be cool be cool - calmati
- Hawaju - hawaian jewel
- Cianciasparare - dire enormi bugie
- Cianciaman - ragazzo chiacchierone e inaffidabile
- Cangolare - cantare a squarciagola
- Darsi appeal - rendersi affascinante
- Turbogogna - situazione imbarazzante
- Deco-ornare - abbellire con decorazioni
- Tankini - Tanktop Bikini (costume da bagno con il sopra a canotta)

Tatsuki Kuroi (黒井 直樹?, Kuroi Tatsuki)
Doppiato da: Obi Yukimasa (ed. giapponese), Nanni Baldini (ed. italiana)
È un ragazzo pieno di energia e provetto ballerino proveniente da Machida. Nonostante l'apparenza giocosa anche lui riesce ad essere serio. All'inizio Ran non lo prende molto in simpatia ma torna presto sui suoi passi decidendo di diventare la sua ragazza. Non fila però tutto liscio: Tatsuki nutre spesso dei dubbi sui sentimenti che Ran prova per lui per via della sua amicizia con Rei di cui è molto geloso. Viene chiamato da tutti "Tatsukichi" per via della sua somiglianza con una scimmia.

### Altri personaggi
Mami Honda (本多 マミ?, Honda Mami)
Doppiata da: Aya Ishizu (ed. giapponese), Domitilla D'Amico (ed. italiana)
È la rivale di Ran, nonché la gal numero 1 di Ikebukuro. Le due ragazze hanno molte cose in comune: la vanità, la competitività, il voler sempre essere al centro dell'attenzione, la ricerca di un Glamour Man (come le gal chiamano il fidanzato, letteralmente "ragazzo affascinante") ed entrambe vogliono essere le più grandi gal del Giappone. È la rampolla di un casato molto ricco, frequenta infatti una scuola privata e si distingue in diverse arti e sport. Apparentemente è una brava e diligente studentessa con il cuore di ghiaccio, ma nasconde un temperamento focoso e dei sentimenti profondi. Finirà per innamorarsi di Yuya da lei considerato il numero 1; seppure inizialmente lui sia riluttante a questa unione, in seguito ricambierà sinceramente.
Yamato Kotobuki (寿 大和?, Kotobuki Yamato)
Doppiato da: Hiroki Takahashi (ed. giapponese), Oreste Baldini (ed. italiana)
È il fratello maggiore di Ran, poliziotto come il resto della famiglia. È costretto a tirare sempre Ran fuori dai guai, senza ricevere quasi mai un ringraziamento. La sua stazione è quotidianamente assediata dal trio di gal che la considerano la loro "base". È innamorato di Miyu, che ha "salvato" dalla vita criminale, ma non l'ha ancora baciata, perché aspetta che cresca ancora un po'.
Sayo Kotobuki (寿 沙夜?, Kotobuki Sayo)
Doppiata da: Rie Kugimiya (ed. giapponese), Gemma Donati (ed. italiana)
È la sorellina minore di Ran. Il suo più grande sogno è di diventare una detective, per questo gira per Shibuya, giocando a fare la poliziotta col suo fidanzato Masato, finendo spesso nei guai. È estroversa e spensierata, anche se un po' pasticciona.
Masato Iwai (祝 匡人?, Iwai Masato)
Doppiato da: Kōki Miyata (ed. giapponese), Daniele Raffaeli (ed. italiana)
È il fidanzatino di Sayo, nonché suo complice. Dato che Sayo vorrebbe diventare detective, i due fanno pratica per le strade di Shibuya.
Taizo Kotobuki (寿 泰三?, Kotobuki Taizo)
Doppiato da: Ginzō Matsuo (ep. 2-14) / Fumihiko Tachiki (ep. 25-52) (ed. giapponese), Oliviero Dinelli (ed. italiana)
È il padre di Ran, Sayo e Yamato. Proviene da una famiglia di poliziotti e vorrebbe che anche i suoi figli seguissero le sue orme. La sua maggiore preoccupazione è Ran, che non ha la minima intenzione di entrare in polizia. È estremamente sospettoso e non si fa scrupoli di piazzare cimici in camera della figlia per tenerla sotto controllo.
Kiyoka Kotobuki (寿 清香?, Kotobuki Kiyoka)
Doppiata da: Yūko Kobayashi (ed. giapponese), Antonella Rendina (ed. italiana)
È la mamma di Ran, anche lei poliziotta. Fortunatamente per Ran, non è una fanatica della polizia come il marito, anche se indossa praticamente sempre la divisa. Nonostante sia "complice" dei piani del marito, cerca di farlo ragionare quando diventa troppo oppressivo per Ran.
Professor Nakanishi (中西先生?, Nakanishi-sensei)
Doppiato da: Ryu Manatsu (ed. giapponese), Danilo De Girolamo (ed. italiana)
È il professore della classe di Ran. Anche se il suo vero nome è Nakanishi, viene soprannominato "Naka-prof" da Ran. Pur di far promuovere i suoi allievi è pronto a scendere a patti con loro, ma in realtà è una persona onesta che ama i suoi studenti dal profondo del cuore. Costringe spesso Ran a frequentare delle lezioni supplementari, la quale le salta inventando scuse paradossali.

## Manga
Il manga, composto da 40 capitoli più vari extra, è stato pubblicato sulla rivista Ribon a partire dal dicembre 1998 al maggio 2002 e successivamente è stato serializzato in 10 tankōbon per conto della Shūeisha, pubblicati tra il 6 agosto 1999 e il 15 luglio 2002. In Italia è stato pubblicato da Dynamic Italia dal febbraio 2003 al novembre 2004, successivamente raccolto in due grandi BOX nel luglio e agosto 2007.

### Volumi
| Nº | Titolo italiano Giapponese 「Kanji」 - Rōmaji | Data di prima pubblicazione        | Data di prima pubblicazione |
| Nº | Titolo italiano Giapponese 「Kanji」 - Rōmaji | Giapponese                         | Italiano                    |
| 1  | GALS! 1 「ＧＡＬＳ！ １」 | 6 agosto 1999 ISBN 4-08-856158-9   | 10 febbraio 2003            |
| 1  | Capitoli - 1. Le Gals fanno girare il mondo (コギャルは天下のまわりもの?, Kogyaru wa tenka no mawari mono) - 2. Dedico tutta me stessa anche al lavoro! (体張りますバイトでも！?, Karada harimasu baito demo!) - 3. Mèches rosse e sentimenti femminili (女心と赤メッシュ?, Onnagokoro to aka messhu) - 4. In amore hai fortuna o sfortuna? (あるのかないのか男運！？?, Aru no ka nai no ka otoko un!?) - Extra. La piccola Miyu si scatena Special (中坊美由ガンガン荒れてますＳＰ！?, Nakabō Miyu gangan aretemasu SP!) |                                    |                             |
| 2  | GALS! 2 「ＧＡＬＳ！ ２」 | 14 gennaio 2000 ISBN 4-08-856185-6 | 11 aprile 2003              |
| 2  | Capitoli - 5. La strada di una Gal! (それがコギャルの生きる道！?, Sore ga kogyaru no ikiru michi!) - 6. La Gal numero 1 di Shibuya?! (コギャルは渋谷がナンバー１！？?, Kogyaru wa Shibuya ga nanbā 1!?) - 7. Il passaporto di una Gal innamorata (恋するコギャルのパスポート?, Koisuru kogyaru no pasupōto) - 8. Cop dance! Indagini a ritmo serrato a Odaiba (踊る！お台場大捜査線！！?, Odoru! Odaiba dai sōsa-sen!!) - Extra. La tranquilla ricerca di Sayo e Masato Special (沙夜と匡斗のドキドキ自由研究ＳＰ?, Sayo to Masa to no dokidoki jiyukenkyū SP) |                                    |                             |
| 3  | GALS! 3 「ＧＡＬＳ！ ３」 | 15 maggio 2000 ISBN 4-08-856204-6  | 9 giugno 2003               |
| 3  | Capitoli - 9. La prima regola di una Gal! Fegato ed esternare i sentimenti! (ギャルの鉄則！度胸とホンネ！！?, Gyaru no tessoku! Dokyō to hon ne!!) - 10. È così difficile trovare un glamour-man?! (イケメン探しも楽じゃない！？?, Ikemen sagashi mo raku janai!?) - 11. Il super-super-power delle Gals! (うちらのパワーはハンパなーい！?, Uchi-ra no pawā wa hanpanāi!) - 12. Che bollori! De Christmas! (アーチーチー！ＤＥクリスマス！！?, Āchīchī! DE kurisumasu!!) - Extra. Le indagini mozzafiato di Sayo e Masato! Special! (紗夜と匡斗のハラハラ科学捜査ＳＰ?, Sayo to Masa to no harahara kagaku sōsa SP) |                                    |                             |
| 4  | GALS! 4 「ＧＡＬＳ！ ４」 | 13 ottobre 2000 ISBN 4-08-856231-3 | 21 luglio 2003              |
| 4  | Capitoli - 13. Amore, snowboard, revenge! (恋とスノボとリベンジと?, Koi to sunobo to ribenji to) - 14. SWEET 16 BLUE - 15. Miracle Ran©! (ミラクル蘭Ｃ今日も行く！？?, Mirakuru Ran C kyō mo iku!?) - Extra. I detective delle medie aspirano sempre alla giustizia! (中坊刑事ゴンゴン正義を貫き通しちゃいますＳＰ！！?, Nakabō keiji gongon seigi wo tsuranukitō shichai masu SP!!) |                                    |                             |
| 5  | GALS! 5 「ＧＡＬＳ！ ５」 | 15 gennaio 2001 ISBN 4-08-856251-8 | 8 settembre 2003            |
| 5  | Capitoli - 16. Karismatica Ran, la migliore del nuovo anno! (カリスマ蘭ぴょん春一番！！?, Karisuma Ran-pyon haru ichiban!!) - 17. Tatsukichi vola in cielo! (タツキチ空を飛ぶ！！?, Tatsukichi sora wo tobu!!) - 18. Non c'è gal senza mambo e samba (ギャルはいつでもマンボでサンバ！！?, Gyaru wa itsudemo manbo de sanba!!) - 19. Rischiare la vita per un glamour-man! (夏ｘ３！！イケメンゲッチュは命がけ！！！?, Natsu x 3!! Ikemen gecchu wa inochigake!!!) - Extra. Taizo's programma di formazione per il poliziotto Ran Special! (泰三’ｓ蘭の警官養成プログラムＳＰ?, Taizō's Ran no keikan yōsei puroguramu SP) |                                    |                             |
| 6  | GALS! 6 「ＧＡＬＳ！ ６」 | 15 maggio 2001 ISBN 4-08-856281-X  | 24 luglio 2004              |
| 6  | Capitoli - 20. Il divertimento è vita! La ragazza dell'estate! (遊ぶのイノチ！！夏オンナ！！?, Asobu no inochi!! Natsu onna!!) - 21. Secondo il codice Gal, due che si amano o due che si lasciano?! (ＧＡＬＳ的★愛する２人・別れる２人！？?, GALS-teki ★ Aisuru 2-ri wakareru 2-ri!?) - 22. Sinfonia autunnale di un cuore innamorato (恋するココロの秋模様?, Koisuru kokoro no aki moyō) - 23. Il legame tra Gals è più forte di una roccia! (ギャルの結束 石より固し！！?, Gyaru no kessoku-seki yori katashi!!) - 24. Funky Monky X'Mas!! |                                    |                             |
| 7  | GALS! 7 「ＧＡＬＳ！ ７」 | 15 ottobre 2001 ISBN 4-08-856318-2 | 9 settembre 2004            |
| 7  | Capitoli - 25. Il super viaggio delle gals a Taiwan! (ギャルズ台湾珍道中！！?, Gyaruzu Taiwan chin dōchū!!) - 26. Valentine'S battle! (バレンタイン’Ｓ バトル！！?, Barentain'S batoru!!) - 27. Diario della lotta tra sudore e lacrime del professor Nakanishi (教師中西、涙の奮闘記！?, Kyōshi Nakanishi, namida no funtō-ki!) - Extra. Fine secolo! La battaglia decisiva è della somma leader delle Gals! Special (世紀末！ギャルズ頂上決戦！？ＳＰ?, Seikimatsu! Gyaruzu chōjō kessen!? SP) - Extra. Invincibile? Il carismatico Pink Panther X Special! (絶対無敵！？ザ・カリスマ・ピンクパンサーＸＳＰ！！?, Zettai muteki!? Za karisuma Pinku Pansā X SP!!) - Extra. Assalto af-reco report (突撃アフレコレポート?, Totsugeki afureko repōto)                                                  |                                    |                             |
| 8  | GALS! 8 「ＧＡＬＳ！ ８」 | 15 gennaio 2002 ISBN 4-08-856341-7 | 30 settembre 2004           |
| 8  | Capitoli - 28. La sindrome del cellulare (「ケ→タイ命！」シンドローム?, "Ke→tai inochi!" Shindorōmu) - 29. Impossibile per Ran? La ragazza del garofano (蘭的ムリ的！？カーネーション娘。?, Ran teki muri teki!? Kānēshon musume.) - 30. Con affetto, lettere d'amore tra la posta (恋文ＰＯＳＴに想いを込めて?, Koibumi POST ni omoi wo komete) - 31. CROSS ROAD |                                    |                             |
| 9  | GALS! 9 「ＧＡＬＳ！ ９」 | 15 marzo 2002 ISBN 4-08-856358-1   | 29 ottobre 2004             |
| 9  | Capitoli - 32. Al top con l'estate, con gli ombrelloni e, già che ci siamo, voi scimmie al massimo con i pedali!!! (トコナツ全開パラソル全開ついでにおサルはペダルを全開！！?, Tokonatsu zenkai parasoru zenkai tsuide ni o saru wa pedaru wo zenkai!!) - 33. Sfida all'ultimo respiro? Dancing Gals festival!!! (ギャルで神輿で大決戦！？♪ダンシ～ングギャル祭！！?, Gyaru de mikoshi de daisakusen!?♪ Danshi~ngu Gyaru-sai!!) - 34. Mission impossible di Taizo & Nakanishi. L'unione fa la forza! (泰三＆中西、決死のグルグル大作戦！?, Taizō & Nakanishi, kesshi no guruguru daisakusen!) - 35. Nella vita ciò che conta è eccellere, Ran Kotobuki! (寿蘭、１発芸に命をかけて！！?, Kotobuki Ran, 1-patsu gei ni inochi wo kakete!!) - 36. Le forme del cuore (ココロのカタチ?, Kokoro no katachi) |                                    |                             |
| 10 | GALS! 10 「ＧＡＬＳ！ １０」 | 15 luglio 2002 ISBN 4-08-856387-5  | 25 novembre 2004            |
| 10 | Capitoli - 37. La promessa (約束?, Yakusoku) - 38. Solo tu (君だけを?, Kimi dake wo) - 39. FOREVER FRIENDS!☆FOREVER GALS!! - 40. Eccoci all'ultimo episodio! Accorrete tutti!!! (最終回ダヨ！！全員集合！！！?, Saishūkai da yo!! Zenin shūgō!!!) - Extra. Il contrattacco ardente SP di Black Panther Z! (ブラックパンサーＺ炎の逆襲ＳＰ！！?, Burakku Pansā Z en no gyakushū SP!!) |                                    |                             |

### Sequel
Un sequel è stato serializzato sull'app Manga Mee a partire dal novembre 2019 e successivamente è stato raccolto in 5 tankōbon per conto della Shūeisha, pubblicati dal 24 aprile 2020.
| Nº | Titolo italiano Giapponese 「Kanji」 - Rōmaji | Data di prima pubblicazione             | Data di prima pubblicazione |
| Nº | Titolo italiano Giapponese 「Kanji」 - Rōmaji | Giapponese                              | Italiano                    |
| 1  | GALS!! 1 「ＧＡＬＳ！！ １」                  | 24 aprile 2020 ISBN 978-4-08-867584-8   | —                           |
| 2  | GALS!! 2 「ＧＡＬＳ！！ ２」                  | 25 agosto 2020 ISBN 978-4-08-867604-3   | —                           |
| 3  | GALS!! 3 「ＧＡＬＳ！！ ３」                  | 25 marzo 2021 ISBN 978-4-08-867621-0    | —                           |
| 4  | GALS!! 4 「ＧＡＬＳ！！ ４」                  | 25 febbraio 2022 ISBN 978-4-08-867666-1 | —                           |
| 5  | GALS!! 5 「ＧＡＬＳ！！ 5」                   | 24 marzo 2023 ISBN 978-4-08-867717-0    | —                           |

## Anime

Da sinistra: Miyu Yamazaki, Ran Kotobuki e Aya Hoshino

GALS! è stato adattato in una serie anime di 52 episodi, intitolata Super GALS! Kotobuki Ran (超ＧＡＬＳ！寿蘭?, Sūpā GALS! Kotobuki Ran), dallo studio Pierrot, andata in onda tra il 1º aprile 2001 e il 31 marzo 2002 su TV Tokyo.
In Italia, editi dalla Dynamic Italia, sono arrivati solamente i primi 26 episodi con il titolo Super GALS! Tre ragazze alla moda; il 27, pur essendo stato doppiato, non è stato mai trasmesso e/o raccolto in VHS o DVD. La serie è stata trasmessa su Rai Due a partire dal 28 luglio 2003 in versione integrale, ma dopo solo sei episodi è stata soppressa a causa di "termini non adatti alla fascia protetta". Successivamente nell'estate 2005, è stata riproposta con un nuovo doppiaggio censurato: ad esempio, le ragazze "ganguro" vengono rinominate "abbronzate" e i dialoghi del primo episodio sul fatto che Aya faccia enjo kōsai sono stati tutti cambiati, facendo credere che la ragazza sia invece una spendacciona. Il primo doppiaggio integrale è tuttavia presente nelle VHS e nei DVD pubblicati dalla Dynamic Italia ed è stato reso disponibile sul sito VVVVID.

### Episodi
| Nº          | Titolo italiano Giapponese 「Kanji」 - Rōmaji - Traduzione letterale | In onda           | In onda           |
| Nº          | Titolo italiano Giapponese 「Kanji」 - Rōmaji - Traduzione letterale | Giapponese        | Italiano          |
| 1st street  | La Gal suprema / Le regole delle Gals! 「天下のギャル♡イケイケ→寿蘭」 - Tenka no Gyaru ♡ Ike ike → Kotobuki Ran – "La Gal suprema ♡ Vai vai → Ran Kotobuki" | 1º aprile 2001    | 28 luglio 2003    |
| 1st street  | Ran Kotobuki, autoproclamata Gal numero 1 di Shibuya, scopre che la sua compagna di classe Aya Hoshino pratica enjo kōsai. Con l'aiuto della migliore amica Miyu, del fratello Yamato e di due studenti del liceo Meisho appena conosciuti, Rei Otohata e Yuya Aso, riesce a convincerla ad abbandonare il suo stile di vita e ad entrare nel suo gruppo. |                   |                   |
| 2nd street  | Un'indagine da thriller 「渋谷♡ハラハラ→大捜査線」 - Shibuya ♡ Hara hara → Daisōsasen – "Shibuya ♡ Thriller → Indagine" | 8 aprile 2001     | 29 luglio 2003    |
| 2nd street  | Ran scopre che qualcuno organizza finti appuntamenti via internet usando il suo nome, assalendo e derubando successivamente chi risponde ai messaggi. La responsabile è una compagna di scuola, piegata e sedotta dal suo fidanzato, che vuole vendicarsi di Ran per averlo respinto tempo addietro. |                   |                   |
| 3rd street  | Le mèches rosse del batticuore 「オンナゴコロ♡ドキドキ→赤メッシュ」 - Onnagokoro ♡ Doki doki → Aka messhu – "Cuore di fanciulla ♡ Batticuore → Mèches rosse" | 15 aprile 2001    | 30 luglio 2003    |
| 3rd street  | Miyu inizia a ricevere lettere d'amore da un misterioso spasimante, e anche a causa dell'atteggiamento rinunciatario e apparentemente indifferente di Yamato il rapporto tra i due entra in crisi. Alla fine, però, i due riscoprono i sentimenti che li legano l'uno all'altra. |                   |                   |
| 4th street  | Fortunata in amore? 「アルアル？♡ナイナイ？→おとこ運？」 - Aru aru? ♡ Nai nai? → Otoko un? – "Si si? ♡ No no? → Fortunata con gli uomini?" | 22 aprile 2001    | 31 luglio 2003    |
| 4th street  | Ran inizia ad essere insoddisfatta delle sue cotte passeggere e sregolate. Un giorno poi, per puro caso, conosce Micchi, un ragazzo di cui si innamora perdutamente. Ma Micchi in realtà è stato assoldato da due compagne di scuola di Ran per sminuire la sua reputazione a Shibuya e vendicare uno sgarbo. |                   |                   |
| 5th street  | Fine di un'amicizia 「ハート♡バラバラ→綾と絶交！？」 - Hāto ♡ Bara bara → Aya to zekkō!? – "Cuore ♡ a pezzi → Aya e la violazione!?" | 29 aprile 2001    | 1º agosto 2003    |
| 5th street  | Aya scopre che i suoi voti sono crollati, e imputando questo allo stile di vita condotto stando insieme a Ran e Miyu decide di troncare la sua amicizia con loro. Alla fine però, mossa dai sensi di colpa e da un confronto con Rei, decide di tornare sulla sua decisione. Nella stessa occasione fa la sua comparsa anche Mami Honda, la gal numero uno di Ikebukuro. |                   |                   |
| 6th street  | Arrivano i mini-investigatori 「プール♡ワクワク→チューボー刑事！」 - Pūru ♡ Waku waku → Chūbō keiji! – "Piscina ♡ Emozionante → I mini-investigatori!" | 6 maggio 2001     | 4 agosto 2003     |
| 6th street  | Ran e i suoi amici vorrebbero andare in piscina, ma Ran si ritrova costretta ad avere tra i piedi la sorellina Sayo e l'amico di lei Masato. Riesce con un inganno a toglierseli dai piedi, ma poi deve accorrere a salvarli quando i due, dopo aver combinato guai a non finire a Shibuya, si mettono nei pasticci con Mami Honda. |                   |                   |
| 7th street  | Messaggi misteriosi / Miyu sotto tiro 「黒い影♡ヒタヒタ→狙われた美由」 - Kuroi kage ♡ Hita hita → Nerawareta Miyu – "Ombra nera ♡ Strisciante → Miyu nel mirino" | 13 maggio 2001    | 18 agosto 2005    |
| 7th street  | Miyu inizia a ricevere messaggi misteriosi e intimidatori riguardanti il suo passato di capo dei Resistance, una temuta banda di teppisti. Volendo lasciarsi alle spalle quel brutto momento della sua vita, la ragazza cerca di ignorare i messaggi, ma con l'andare del tempo l'ignoto stalker inizia a passare alle vie di fatto. |                   |                   |
| 8th street  | Il cuore di Miyu / Il passato di Miyu 「ココロ♡チクチク→美由の過去」 - Kokoro ♡ Chiku chiku → Miyu no kako – "Cuore ♡ Formicolio → Il passato di Miyu" | 20 maggio 2001    | 19 agosto 2005    |
| 8th street  | Ran e gli altri decidono di aiutare Miyu a scoprire l'identità del misterioso stalker. Il colpevole si rivela essere Harue, la migliore amica di Mami, che medita vendetta contro Miyu per punirla di avere quasi ucciso in una rissa il suo vecchio fidanzato, a quel tempo capo di una banda rivale. |                   |                   |
| 9th street  | Il rapimento di Sayo 「想い出♡ボロボロ→沙夜が誘拐？」 - Omoide ♡ Boro boro → Sayo ga yūkai? – "Ricordi ♡ in lacrime → Sayo è stata rapita?" | 27 maggio 2001    | 22 agosto 2005    |
| 9th street  | Sayo e Masato si ritrovano coinvolti nel gesto disperato di un padre di famiglia, rovinato e ridotto sul lastrico dopo aver ricevuto una multa da Yamato. Dopo una giornata trascorsa insieme capiscono meglio i sentimenti dell'uomo, convincendolo anche a riallacciare il rapporto con la figlia. |                   |                   |
| 10th street | Un rivale per Yuya! 「裕也♡ソワソワ→ライバル登場！」 - Yūya ♡ Sowa sowa → Raibaru tōjō! – "Yuya ♡ Nervoso → Appare un rivale!" | 3 giugno 2001     | 23 agosto 2005    |
| 10th street | Da Machida fa la sua comparsa Tatsuki Kuroi, alias Tatsukichi, un esuberante ragazzo che attira subito l'attenzione di Ran e del suo gruppo. Alla fine, stregato da Ran, senza tanti giri di parole le chiede di mettersi con lui, richiesta che Ran incredibilmente accetta, scalzando e scavalcando il povero Yuya, che fin dall'inizio aveva provato senza successo a dichiararsi. |                   |                   |
| 11th street | I pretendenti di Ran 「渋谷横断♡チキチキ→グランプリ」 - Shibuya ōdan ♡ Chiki chiki → Guran Puri – "Incrocio a Shibuya ♡ Chikichiki → Grand Prix" | 10 giugno 2001    | 24 agosto 2005    |
| 11th street | Yuya, deluso e affranto per essere stato scavalcato da Tatsukichi, lo sfida ad una gara per decidere chi dei due debba essere considerato il fidanzato di Ran, ma la cosa finisce per coinvolgere tutti i ragazzi di Shibuya. La notizia arriva a Mami Honda, che decide di infiltrare due dei suoi seguaci tra i partecipanti per far fare una figuraccia a Kotobuki. |                   |                   |
| 12th street | Una promessa da mantenere 「約束♡バイバイ→剣道少女」 - Yakusoku ♡ Bai bai → Kendō shōjo – "Promessa ♡ Bye bye → Ragazza del kendō" | 17 giugno 2001    | 25 agosto 2005    |
| 12th street | Ran conosce Shiori, una ragazza del club di kendō, ignorata dai ragazzi in quanto ritenuta troppo mascolina. Per spronarla, Ran decide di regalarle un vestito e portarla con sé a Shibuya. Il problema è che il vestito è al di là delle sue possibilità economiche; l'unico modo per permetterselo è lavorare part-time, impresa tutt'altro che facile dato il suo caratteraccio. Inoltre, ben presto si sparge la voce che a breve Shiori dovrà trasferirsi negli Stati Uniti. |                   |                   |
| 13th street | Il cambiamento di Ran 「超お嬢様♡ブリブリ→寿蘭」 - Chō ojōsama ♡ Buri buri → Kotobuki Ran – "Eccellente signorina ♡ Bene bene → Ran Kotobuki" | 24 giugno 2001    | 26 agosto 2005    |
| 13th street | Ran non riesce proprio ad alzare la sua media scolastica, anche soprattutto a causa del suo atteggiamento svogliato nei confronti dello studio. Poi, come per magia, dopo aver provato un nuovo videogioco, cambia totalmente, diventando una brava e diligente signorina. Miyu e gli altri tentano di farla tornare com'era prima. |                   |                   |
| 14th street | Maki, aspirante Gal 「真希♡ピカピカ→ギャル１年生！」 - Maki ♡ Pika pika → Gyaru 1-nensei – "Maki ♡ Luccicante → Gal di 1º livello" | 1º luglio 2001    | 29 agosto 2005    |
| 14th street | Maki, una ragazza di provincia, arriva a Shibuya per diventare l'apprendista di Ran e diventare a sua volta una Gal. Ran, inizialmente disinteressata, poi inizia a prenderci gusto, ma alla sua prima uscita a Shibuya Maki finisce per montarsi la testa mettendosi nei guai. |                   |                   |
| 15th street | Gara di snowboard 「リベンジ♡メラメラ→スノボバトル！」 - Ribenji ♡ Mera mera → Sunobo batoru! – "Vendetta ♡ Scottante → Gara di snowboard!" | 8 luglio 2001     | 30 agosto 2005    |
| 15th street | Yuya è sempre più affranto per la sua incapacità di farsi notare da Ran. L'occasione di rivalsa si presenta quando Ran invita tutti alle piste da sci al coperto per una domenica di snowboard. Ancora una volta, tra Yuya e Tatsukichi è guerra aperta. Inoltre, sulla stessa pista c'è anche Mami Honda. |                   |                   |
| 16th street | Anniversario d'amore 「木漏れ日♡キラキラ→恋愛記念日」 - Kimorebi ♡ Kira kira → Renai kinenbi – "Raggi di sole sugli alberi ♡ Splendente → Anniversario d'amore" | 15 luglio 2001    | 31 agosto 2005    |
| 16th street | È l'anniversario del primo incontro tra Miyu e Yamato. Mentre aspettano l'arrivo di Yamato, Ran e Miyu raccontano quindi ad Aya come si siano conosciute e come sia iniziato il rapporto tra Miyu e il giovane agente di polizia. |                   |                   |
| 17th street | Un cuore palpitante 「恋ゴコロ♡ユラユラ→綾が告白！？」 - Koigokoro ♡ Yura yura → Aya ga kokuhaku!? – "Sentimenti d'amore ♡ Confusa → Aya si dichiara!?" | 22 luglio 2001    | 1º settembre 2005 |
| 17th street | Aya vorrebbe dichiararsi a Rei, ma non trova il coraggio di farlo, e non è neanche sicura di potergli piacere. Ran cerca di spronarla, convincendola a dichiararsi in occasione della gita a Odaiba che il gruppo farà a breve per festeggiare l'inizio delle vacanze estive. |                   |                   |
| 18th street | Scontro finale 「お台場♡バチバチ→大決戦！」 - Odaiba ♡ Bachi bachi → Daisakusen! – "Odaiba ♡ Scoppiettante → Scontro finale!" | 29 luglio 2001    | 2 settembre 2005  |
| 18th street | A Odaiba, il gruppo vive mille peripezie. Masato e Sayo, che Ran è stata costretta a portare gioco forza con sé, conoscono il loro idolo Odaiba Cop, e Aya si vede respingere da Rei, che afferma di non avere alcuna intenzione di avere una storia con qualsivoglia ragazza. È anche l'occasione per il confronto decisivo tra Ran e Mami. |                   |                   |
| 19th street | L'estate di una Gal 「太陽♡サンサン→夏オンナ！」 - Taiyō ♡ San san → Natsu onna! – "Sole ♡ Sun-Sun → L'estate di una ragazza!" | 5 agosto 2001     | 5 settembre 2005  |
| 19th street | Ran viene convinta da Yamato a trovarsi un lavoro part-time per racimolare un po' di soldi. Per coincidenza, Ran finisce per trovare un lavoro nella stessa spiaggia dove Yamato e Miyu avevano organizzato un appuntamento romantico, che va così inevitabilmente a monte. |                   |                   |
| 20th street | Il primo amore di Mami 「マミリン♡メロメロ→初恋の人」 - Mamirin ♡ Mero mero → Hatsukoi no hito – "Mamirin ♡ Incerto → Il suo primo amore" | 12 agosto 2001    | 6 settembre 2005  |
| 20th street | Akagi, un ragazzo di cui Mami si era innamorata da bambina, torna in Giappone dagli Stati Uniti per una breve visita, e Mami si rende conto di essere ancora innamorata di lui. Visto che il ragazzo desidera rivedere Shibuya, e temendo la lingua lunga e l'irruenza di Kotobuki, Mami lo porta in un lussuoso ed esclusivo complesso alberghiero del quartiere, senza sapere che nello stesso posto si trovano anche, per merito di un concorso vinto da Tatsukichi, Ran e il suo gruppo. Alla fine, dovendo scegliere tra l'amore e la vita da gal, Mami sceglierà quest'ultima, anche perché Akagi si rivelerà una persona molto diversa da come Mami lo ricordava. |                   |                   |
| 21th street | Il campionato di ginnastica 「必勝♡ゴーゴー→体育祭」 - Hisshō ♡ Gō gō → Taiikumatsuri – "Vittoria ♡ Go go → Festa dello sport" | 19 agosto 2001    | 7 settembre 2005  |
| 21th street | Ran si trova nei guai con Naka-prof per non aver finito i compiti delle vacanze, ma riesce a concordare un'indulgenza nel caso riesca a far vincere alla classe il campionato annuale di ginnastica, cosa che il professore desidera più di ogni altra. Grazie alla determinazione di Kotobuki la classe riesce a prevalere, con grande disappunto del professor Gunjo, preparatore di un'altra squadra. Inoltre, il rapporto tra Aya e Rei inizia timidamente a rinsaldarsi. |                   |                   |
| 22th street | La reginetta del liceo 「学祭♡パラパラ→明匠クイーン」 - Gakusai ♡ Para para → Meishō kuīn – "Festival scolastico ♡ Para para → La regina del Meisho" | 26 agosto 2001    | 8 settembre 2005  |
| 22th street | Ran, Aya e Miyu vengono invitate al festival del liceo Meisho, dove studiano Yuya e Rei. Temendo i ragazzi che potrebbero infastidirla, Yamato incarica Sayo e Masato di seguire Miyu, ma i due finiscono per fare tutt'altro. Nella stessa occasione Aya si dichiara a Rei, il quale a sorpresa accetta i suoi sentimenti. Infine, Ran e Mami si sfidano per l'ennesima volta. |                   |                   |
| 23th street | Un professore allo scoperto 「はがせ♡ベリベリ→教師のメッキ」 - Hagase ♡ Beri beri → Kyōshi no mekki – "Staccala ♡ Togli Togli → La targhetta d'insegnante" | 2 settembre 2001  | 9 settembre 2005  |
| 23th street | Takazawa, capitano della squadra di atletica allenata dal professor Gunjo, in risposta al campionato perso si trova a venire isolata dalla sua classe per ordine dello stesso professore. Dopo aver salvato la ragazza da intenti suicidi, Ran sistema a dovere Gunjo, mettendo allo scoperto la sua vera natura davanti a tutti e facendolo allontanare dalla scuola, riportando così la serenità nella classe di Takazawa. |                   |                   |
| 24th street | Delusione d'amore 「町田へ♡サル去る→タツキチ失恋！？」 - Machida he ♡ Saru saru → Tatsukichi shitsuren!? – "A Machida ♡ La scimmia va via → Tatsukichi deluso!?" | 9 settembre 2001  | 12 settembre 2005 |
| 24th street | Il rapporto tra Tatsukichi e Ran è in profonda crisi a causa della mancanza di tatto di entrambi. Come se non bastasse, Ran ha ricevuto un vaticinio da un oroscopo che le predice l'arrivo di una serie di sventure legate ad una scimmia, che identifica come Tatsukichi. Yuya cerca di approfittarne. |                   |                   |
| 25th street | La proposta di Yamato 「大和♡マジマジ→プロポーズ！？」 - Yamato ♡ Maji maji → Puropōzu!? – "Yamato ♡ Sul serio sul serio → Proposta!?" | 16 settembre 2001 | 13 settembre 2005 |
| 25th street | Ran, Aya e Miyu decidono di trovarsi un lavoro part-time. Il loro primo incarico è presso una pasticceria, il cui proprietario però si rivela una persona molto diversa da come appare in superficie, infatti propone a Miyu un lavoro "alternativo", che pensa sia adatto a ragazze come lei, con cui poter guadagnare 1 milione di Yen al mese, alludendo all'enjo kōsai. La sera Yamato confida a Miyu i suoi sentimenti per lei e per sancire il loro legame le regala l'anello di fidanzamento. |                   |                   |
| 26th street | Ran super-poliziotta 「超刑事♡バリバリ→寿蘭」 - Chō keiji ♡ Bari bari → Kotobuki Ran – "Super poliziotta ♡ Laboriosa → Ran Kotobuki" | 23 settembre 2001 | 14 settembre 2005 |
| 26th street | Ran continua ad avere problemi scolastici e rischia la bocciatura, così decide di testare un cuscino con capacità di apprendimento nel sonno vinto ad un concorso. A causa di un equivoco, però, il cuscino finisce per alterare la sua personalità, tramutandola da gal scansafatiche ad irruente aspirante poliziotta. |                   |                   |
| 27th street | Tatsukichi Junior 「ブラザー♡キチキチ→ナオキチ見参！」 - Burazā ♡ Kichi-kichi → Naokichi kenzan! – "Fratello ♡ Kichi-kichi → Naokichi fa la sua comparsa!" | 30 settembre 2001 | non trasmesso     |
| 27th street | A Shibuya fa la sua comparsa Naokichi, il fratello minore di Tatsukichi. Tra i due fratelli il rapporto non è idilliaco, sia perché Naokichi mira a conquistare Ran, sia perché Tatsukichi non sembra aver alcun interesse a guidare un domani il ristorante di ramen dei genitori, aspirazione che invece è il chiodo fisso di Naokichi. Tra i due è quindi scontro. |                   |                   |
| 28th street | 「裕也♡ナクナク→男を語る」 - Yūya ♡ Naku naku → Otoko wo kataru – "Yuya ♡ Piange piange → Parla di essere un uomo" | 7 ottobre 2001    | -                 |
| 28th street | Yuya è sempre più depresso per la sua infelice condizione sentimentale, in quanto ormai, con Rei fidanzato con Aya e Tatsukichi insieme a Ran, ha finito per essere rimasto l'unico single del gruppo. Per questo, sviluppa una forte empatia con Naokichi, e dopo l'ennesima occasione fallita per mettersi in mostra comincia a considerare l'idea di lasciar perdere. |                   |                   |
| 29th street | 「マミリン♡ラブラブ→裕也にほれる」 - Mamirin ♡ Rabu rabu → Yūya ni horeru – "Mamirin ♡ Love Love → Innamorata persa per Yuya" | 14 ottobre 2001   | -                 |
| 29th street | Mami rompe con il suo fidanzato, e viene confortata da Yuya. La ragazza comincia a provare qualcosa per lui, ma scopre che questi ha una cotta per Ran. Decide, quindi, di sfidare Ran per gelosia. |                   |                   |
| 30th street | 「ブクロ♡グルグル→エクステの謎」 - Bukuro ♡ Guru guru → Ekusute no nazo – "Bukuro ♡ Gira gira → Il mistero delle extension" | 21 ottobre 2001   | -                 |
| 30th street | Yuya regala a Mami delle extension. |                   |                   |
| 31th street | 「ウェルカム♡ウキウキ→開店！パームツリー」 - Uerukamu ♡ Uki uki → Kaiten! Pāmu Tsurī – "Welcome ♡ Eccitante → Apertura! Palm Tree" | 28 ottobre 2001   | -                 |
| 31th street | Towa Himejima, una ex gal del distretto di Shibuya, apre un ristorante chiamato Palm Tree. Dei teppisti creano disordine e Ran decide di occuparsene. |                   |                   |
| 32th street | 「蘭ぴょん♡イライラ→新たなライバル！？」 - Ran-pyon ♡ Ira ira → Aratana raibaru!? – "Ran-pyon ♡ Irritata → Una nuova rivale!?" | 4 novembre 2001   | -                 |
| 32th street | Ran riceve la chiamata da qualcuno che minaccia di distruggere il cellulare di Miyu se non smette di essere una Gal. |                   |                   |
| 33th street | 「カスミ♡ムカムカ→リベンジ大作戦！」 - Kasumi ♡ Muka muka → Ribenji daisakusen! – "Kasumi ♡ Infuriata → Grandi strategie di vendetta!" | 11 novembre 2001  | -                 |
| 33th street | Una ragazza di nome Kasumi Tsukino vuole diventare la numero uno delle Gals, ma per farlo deve prima sconfiggere Ran. A tal proposito programma una serie di strategie per diventare la migliore e soffiare il titolo a Ran. |                   |                   |
| 34th street | 「綾っぺ♡ウルウル→乙幡病」 - Aya-ppe ♡ Uru uru → Otohata byō – "Aya-ppe ♡ Uru uru → Otohata malato" | 18 novembre 2001  | -                 |
| 34th street | Aya incontra Kazuki Katase, un ragazzo gentile che vuole aiutarla nella preparazione dell'imminente festival culturale. |                   |                   |
| 35th street | 「恋愛予報♡モヤモヤ→乙幡のち片瀬！？」 - Renai yohō ♡ Moya moya → Otohata nochi Katase!? – "Previsione d'amore ♡ Poco chiaro → Otohata e poi Katase!?" | 25 novembre 2001  | -                 |
| 35th street | Katase prende coraggio e affronta Rei sulla sua relazione con Aya, visto che anche lui la ama. Intanto Ran finisce per scontrarsi con Mami in un torneo di tennis tra due scuole. |                   |                   |
| 36th street | 「温泉♡ビバビバ→北の湯けむりギャル事件」 - Onsen ♡ Biba biba → Kita no yukemuri Gyaru jiken – "Le terme ♡ Viva viva → Il caso della Gal tra le nuvole di vapore del Nord" | 2 dicembre 2001   | -                 |
| 36th street | Maki Komine invita Ran alle terme. Lì, Ran diventa il primo sospettato di un crimine commesso. |                   |                   |
| 37th street | 「秘密♡バレバレ→マミリンの危機！」 - Himitsu ♡ Bare bare → Mamirin no kiki! – "Segreto ♡ Rivelato → Il pericolo di Mamirin!" | 9 dicembre 2001   | -                 |
| 37th street | Mami deve fare i conti con la sua realtà e la sua relazione con Yuya. Nel frattempo, un hacker è entrato nel sistema di sicurezza della famiglia Honda, comandando un cane robot di attaccare Mami, Ran, e il gruppo durante il loro tour dentro il palazzo. |                   |                   |
| 38th street | 「ココロ♡ジンジン→乙幡の言葉」 - Kokoro ♡ Jin jin → Otohata no kotoba – "Cuore ♡ Dolorante → Le parole di Otohata" | 16 dicembre 2001  | -                 |
| 38th street | Ran viene invitata da Nananishi a cercare il fantasma che si aggira nella scuola. Intanto, la relazione tra Aya e Katase arriva a un punto critico quando lui le chiede di non indossare l'accessorio che simboleggia la sua amicizia con Miyu e Ran. |                   |                   |
| 39th street | 「聖夜♡リンリン→恋の非常ベル」 - Seiya ♡ Rin rin → Koi no hijō beru – "Vigilia di Natale ♡ Ring-Ring → La campana d'emergenza dell'amore" | 23 dicembre 2001  | -                 |
| 39th street | Ran e Tatsukichi devono decidere che regalo farsi tra loro. Quando Ran comincia a comportarsi amichevolmente con Rei, scattandosi foto, Tatsukichi lo prende come un segnale che la loro relazione potrebbe essere finita. |                   |                   |
| 40th street | 「蘭ぴょん♡クラクラ→沙夜になる！？」 - Ran-pyon ♡ Kura kura → Sayo ni naru!? – "Ran-pyon ♡ Vertigini → Divento Sayo!?" | 6 gennaio 2002    | -                 |
| 40th street | Sayo esprime accidentalmente il desiderio di diventare Ran. Questo si avvera, e le due sorelle Kotobuki si trovano a dover affrontare problemi fino a quando l'effetto non svanisce. |                   |                   |
| 41th street | 「渋谷戦士♡ナゾナゾ→マルキュームーン」 - Shibuya senshi ♡ Nazo nazo → Maru-kyū Mūn – "La guerriera di Shibuya ♡ Mistero mistero → Maru-Q Moon" | 13 gennaio 2002   | -                 |
| 41th street | Kasumi inganna il trio Ganguro dicendo loro che Ran ha parlato male di loro. Quando, però, queste scoprono la verità perseguono Kasumi per vendicarsi. Kasumi trova una divisa da marinara e lo utilizza come travestimento, facendosi chiamare Maru-Q Moon (chiaro riferimento alla guerriera protagonista di Sailor Moon). Purtroppo ciò non la salva dalle tre ragazze, nonostante la fama che ha ottenuto il suo personaggio di eroina. |                   |                   |
| 42th street | 「泰三♡ノリノリ→警官養成プロジェクト！」 - Taizō ♡ Nori nori → Keikan yōsei purojekuto! – "Taizo ♡ Entusiasta → Il progetto di formazione per poliziotti!" | 20 gennaio 2002   | -                 |
| 42th street | Taizo, il padre di Ran, gestisce un campo di addestramento per poliziotti. |                   |                   |
| 43th street | 「純情♡モジモジ→理恵の恋バナ」 - Junjō ♡ Moji moji → Rie no koi bana – "Amore puro ♡ Contorto → Racconto dell'amore di Rie" | 27 gennaio 2002   | -                 |
| 43th street | Rie Aihara ottiene un lavoro part-time e incontra il suo compagno di classe e suo primo amore di cinque anni prima, Junichi Ota. |                   |                   |
| 44th street | 「殉職♡シクシク→お台場シャーク最後の日！」 - Junshoku ♡ Shiku shiku → Odaiba shāku saigo no hi! – "Martire ♡ Piange piange → L'ultimo giorno da squali a Odaiba!" | 3 febbraio 2002   | -                 |
| 44th street | Sayo e Matsuda, l'attore che interpreta l'investigatore Kudo della polizia di Odaiba, sono tristi perché il personaggio interpretato muore nel finale della serie. Ran e la sua banda cercano di tirare su il morale a Sayo e organizzare un appuntamento tra i due. |                   |                   |
| 45th street | 「恋模様♡イロイロ→バレンタインデー」 - Koi moyō ♡ Iro iro → Barentain dē – "I segni dell'amore ♡ Vario → Il giorno di San Valentino" | 10 febbraio 2002  | -                 |
| 45th street | Nel giorno di San Valentino, le ragazze hanno difficoltà a dare il cioccolato ai rispettivi fidanzati. |                   |                   |
| 46th street | 「激突♡チュルチュル→ラーメンバトル！」 - Gekitotsu ♡ Churu churu → Rāmen batoru! – "Scontro ♡ Churu churu → La battaglia del ramen!" | 17 febbraio 2002  | -                 |
| 46th street | Un nuovo negozio di ramen apre la sua attività accanto al negozio, ugualmente di ramen, dei Kuroi. Ran crea una sfida su chi prepara quello migliore. |                   |                   |
| 47th street | 「カスミ♡ポカポカ→憧れのコート」 - Kasumi ♡ Poka poka → Akogare no kōto – "Kasumi ♡ Caldo caldo → Il cappotto dei desideri" | 24 febbraio 2002  | -                 |
| 47th street | Kasumi desidera avere il vecchio cappotto viola che ha visto al negozio dell'usato perché è simile a quello che la Gal che in passato l'ha salvata è solita indossare. Anche Ran desidera averlo, ma nessuna delle due ragazze ha denaro a sufficienza per comprarlo. |                   |                   |
| 48th street | 「ギャルバトル♡ガンガン→マミリン破局！？」 - Gyaru batoru ♡ Gan gan → Mamirin hakyoku!? – "Battaglia delle Gals ♡ Feroce → Mamirin ha finito!?" | 3 marzo 2002      | -                 |
| 48th street | Mami è ancora convinta che a Yuya piaccia Ran, e sfida quest'ultima al karaoke dopo che anche Yuya è stato avvisato. |                   |                   |
| 49th street | 「傷心♡ヒリヒリ→美由の帰る場所」 - Shōshin ♡ Hiri hiri → Miyu no kaerubasho – "Crepacuore ♡ Doloroso → Il posto chiamato casa di Miyu" | 10 marzo 2002     | -                 |
| 49th street | Miyu cerca di raccogliere fondi per salvare il suo appartamento con l'aiuto di Aya, ma le cose prendono una brutta piega quando fa la sua comparsa la madre. |                   |                   |
| 50th street | 「恋の疑惑♡ザワザワ→冷たい春風」 - Koi no giwaku ♡ Zawa zawa → Tsumetai harukaze – "Dubbi del cuore ♡ Agitazione → Vento freddo di primavera" | 17 marzo 2002     | -                 |
| 50th street | Miyu continua a cercare un posto in cui alloggiare. Nel frattempo, Aya e Tatsukichi scoprono una foto di Ran e Rei su una rivista e mettono in discussione le loro relazioni. |                   |                   |
| 51th street | 「友情♡ニコニコ→心のＩＤプレート」 - Yūjō ♡ Niko niko → Kokoro no ID purēto – "Amicizia ♡ Sorrisi → Targhette ID del cuore" | 24 marzo 2002     | -                 |
| 51th street | Le voci sul fatto che Ran e Rei sono una coppia continuano a circolare. Aya decide di smettere di essere una Gal e va via. |                   |                   |
| 52th street | 「さよなら♡ランラン→渋谷の空は変わりなく」 - Sayonara ♡ Ran-Ran → Shibuya no sora wa kawarinaku – "Addio ♡ Ran-Ran → Il cielo di Shibuya non è cambiato" | 31 marzo 2002     | -                 |
| 52th street | È passato un anno dagli ultimi avvenimenti. La relazione tra Miyu e Yamato procede per il meglio, mentre Aya con coraggio decide di parlare a Rei. Anche Mami e Yuya sembrano passarsela bene e i mini-investigatori ora frequentano il liceo. Naokichi si è innamorato di Towa, ma questa deve partire e lui sembra interessarsi particolarmente ad un'altra Gal. Tutta la banda organizza, quindi, una festa in onore di Towa e aspettano l'arrivo di Ran per iniziare. |                   |                   |

### Sigle
La sigla italiana, interpretata dai Raggi Fotonici con testo di Fabrizio Mazzotta e Mirko Fabbreschi, segue lo stesso arrangiamento della sigla di testa giapponese e viene usata sia in apertura che in chiusura.
Sigla di apertura
- A☆i☆tsu (ア☆イ☆ツ? lett. "Quello"), di dicot

Sigla di chiusura
- Dakishimetai (抱きしめたい? lett. "Voglio abbracciarti"), di Jungle Smile

Sigla di apertura e di chiusura italiana
- Super GALS!, de i Raggi Fotonici

## Videogiochi
| Nº | Titolo videogioco | Piattaforma | Data uscita     |
| -- | --- | ----------- | --------------- |
| 1  | Super GALS! Kotobuki Ran (超ＧＡＬＳ！寿蘭?)                                                                                     | Gameboy     | 26 luglio 2001  |
| 2  | Super GALS! Kotobuki Ran 2 ~Miracle ￫ Getting~ (超ＧＡＬＳ！寿蘭２～ミラクル→ゲッティング～?)                                    | Gameboy     | 7 febbraio 2002 |
| 3  | Super GALS! Kotobuki Ran Special ~ Ikemen Get You Gals Party (超ＧＡＬＳ！寿蘭すぺしゃる～イケメンゲッチューギャルズパーティー?) | PS          | 8 agosto 2002   |

## Trasmissioni e adattamenti nel mondo
L'anime è stato trasmesso, oltre che in Giappone e in Italia, anche in diversi Paesi in tutto il mondo.
| Stato         | Canale/i televisivo                               | Data prima TV                     | Titolo                    |
| ------------- | ------------------------------------------------- | --------------------------------- | ------------------------- |
| Corea del Sud | Qwiny TV, Tooniverse                              | 1º giugno 2004 – 28 febbraio 2007 | Super Gals (슈퍼갤즈)     |
| Croazia       | Nova TV                                           | 2006                              | Superklinke               |
| Filippine     | ABS-CBN, Hero                                     |                                   |                           |
| Francia       |                                                   |                                   | Super GALS!               |
| Hong Kong     | Jade                                              |                                   | Làmèi Dāngjiā (辣妹當家S) |
| Spagna        | Buzz Channel, Animax                              | 14 marzo 2007                     |                           |
| Stati Uniti   | Anime Selects, The Anime Network (su Internet)    |                                   | Super Gals!               |
| Taiwan        | Videoland Japan Channel, Hakka Television Station | 5 aprile 2008 – 28 marzo 2009     | Làmèi Dāngjiā (辣妹當家S) |